# Maculinea spormanni
Maculinea spormanni är en fjärilsart som beskrevs av Pfau 1928. Maculinea spormanni ingår i släktet Maculinea och familjen juvelvingar. Inga underarter finns listade i Catalogue of Life.